# Elecciones presidenciales de Guinea Ecuatorial de 1973
Las elecciones presidenciales se celebraron en Guinea Ecuatorial el 1 de octubre de 1973. A pesar de que ya había sido declarado presidente vitalicio el año anterior, Francisco Macías Nguema convocó los comicios como método para legitimar su dictadura, obteniendo un 100% de los votos. Otras fuentes citan que la candidatura de Macías obtuvo un 99%, y que el 1.0% restante fueron votos en contra.

## Antecedentes
El 29 de julio de 1973 se había realizado un referéndum constitucional, donde la nueva Constitución había sido aprobada con un 99% de los votos. En el referéndum habían sufragado 148.585 personas de las 148.735 inscritas. El proceso electoral había estado plagado de irregularidades, incluyendo la obligación de votar en público. El nuevo texto constitucional confirmaba a Macías como Presidente Vitalicio y al Partido Único Nacional de los Trabajadores (PUNT) como partido único.

## Desarrollo
El Partido Único Nacional de los Trabajadores, único partido político del país, presentó a Macías como candidato único. La embajada española solicitó a la Iglesia que apoyara a "el candidato", como se refería la prensa a él, con el fin de disminuir la presión sobre la religión en el país, pero la idea fue rechazada. Los funcionarios públicos recibieron la expresa orden de votar afirmativamente.
El Movimiento de Liberación de Fernando Poo intentó convocar una manifestación anti-Macías y exigir elecciones libres. Sin embargo, esta fue severamente reprimida y los disidentes debieron refugiarse en los bosques del país.
Los votantes sólo tenían la opción de votar "si" o "no" a la candidatura de Macías. La jornada electoral se desarrolló en un ambiente de intensa represión, siendo los electores coaccionados por las fuerzas del orden público para votar por la opción Si. Aquellos que intentaron no votar o votar en contra de Macías fueron encarcelados. Poblado por poblado, la votación era realizada a punta de fusil.
En las papeletas, cada opción llevaba un símbolo. La opción Si era representada por un gallo (símbolo de la dictadura de Macías), mientras que la opción No era representada por una gacela (símbolo electoral de Bonifacio Ondó Edu en las elecciones de 1968).
El día de la proclamación de los resultados, aparecieron en Malabo numerosas pancartas mostrando a un gallo clavando
sus garras en una gacela.
Poco tiempo después, en diciembre de 1973, tuvieron lugar elecciones parlamentarias en las que, bajo coacción, fue aprobada la lista única de diputados propuesta por el PUNT.